# بنك إنجلترا
بنك إنجلترا (بالإنجليزية: The Bank of England) هو البنك المركزي في المملكة المتحدة يعرف أحيانًا بلقب «السيدة العجوز من شارع ثريدنيدل» أو «السيدة العجوز». أنشأ البنك من قبل الاسكتلندي ويليام باترسون في عام 1694 م ليكون بنكًا للحكومة الإنجليزية. يقوم البنك بالحفاظ على ثبات الأسعار في البلاد كما يقوم بدعم الخطط الاقتصادية من قبل حكومة الملكة لزيادة النمو الاقتصادي.